# تشن وي
تشن وي (19 فبراير 1993 بآنهوي في الصين - ) هو لاعب كرة قدم صيني في مركز الدفاع. لعب مع Shanghai Shenxin F.C. ‏.

## وصلات خارجية
- تشن وي على موقع قاعدة بيانات كرة القدم.إي يو (الإنجليزية)